# Кушнарёв, Вениамин Михайлович
Вениами́н Миха́йлович Кушнарёв (14 января 1902, станица Новороговская Кубанской области, теперь Краснодарский край,Российская Федерация — 19 августа 1986, дачный поселок Переделкино, Московская область, теперь Российская Федерация) — советский партийный деятель, 1-й секретарь Марийского обкома ВКП(б). Депутат Верховного Совета СССР 1-го созыва (с 1941 года).

## Биография
Родился 14 января 1902 в станице Новороговская Ейского отдела Кубанской области Российской империи (ныне в составе Егорлыкского района Ростовской области), в семье кубанских казаков. В апреле — октябре 1919 года — секретарь школы садоводства в городе Верном (ныне — Алматы). В 1919 году вступил в комсомол. В октябре 1919 — январе 1921 года — переписчик Всероссийской переписи облисполкома в городе Верном. В январе — мае 1921 года — помощник заведующего сельскохозяйственной фермы при школе садоводства в городе Верном.
В мае — июле 1921 года — ученик ремесленной школы в Ташкенте. В июле 1921 — сентябре 1922 года — ученик Ташкентской партийной школы.
В сентябре 1922 — апреле 1923 года — заведующий земельного отдела в городе Чимбай Туркестанской АССР. В апреле — октябре 1923 года — заведующий учётно-статистического подотдела Чимбайского городского комитета ВКП(б) Туркестанской АССР.
Член РКП(б) с сентября 1923 года.
В октябре 1923 — апреле 1924 года — статистик совета профессиональных союзов в Ташкенте.
В апреле 1924 — марте 1926 года — в Красной армии: политический боец 1-го кавалерийского полка РККА в Восточной Бухаре.
В марте 1926 — марте 1929 года — заведующий отделом социального обеспечения, в марте 1929 — апреле 1932 года — заведующий кадров, начальник 2-го сектора треста «Союзнефть» в Ташкенте. В апреле 1932 — феврале 1933 года — начальник 2-го сектора треста «Союзсера» в Ташкенте. В феврале 1933 — апреле 1934 года — заведующий кадров Узбекской республиканской конторы «Заготскот» в Ташкенте.
В апреле 1934 — июле 1937 года — студент Московской академии пищевой промышленности. Получил специальность инженера-технолога пищевой промышленности.
В июле 1937—1938 года — исполняющий обязанности председателя исполнительного комитета Орджоникидзевского краевого совета депутатов трудящихся. В сентябре 1938 — феврале 1939 года — ответственный организатор ЦК ВКП(б) в Москве.
2 марта 1939 — 30 апреля 1942 года — 1-й секретарь Марийского областного комитета ВКП(б). Делегат XVIII съезда ВКП(б) (1939). Депутат Верховного Совета СССР (с 1941 года, доизбран). Не сумел должным образом организовать работу Марийской АССР в условиях начавшейся Великой Отечественной войны, дислоцированные в районе Суслонгера и Сурка воинские части оказались в бедственном положении, из-за недоедания и болезней погибло много солдат. В результате отчёта инспектора маршала К. Ворошилова зимой 1942 года снят с поста, отправлен на фронт.
С мая 1942 года — в Красной армии, участник Великой Отечественной войны. В мае 1942 — январе 1944 года — инспектор, заместитель начальника политического отдела управления тыла 27-й армии Северо-Западного фронта. В январе 1944 — августе 1946 года — заместитель интенданта с политической части 70-й армии 2-го и 1-го Белорусских фронтов.
В сентябре 1946 — феврале 1948 года — заместитель председателя исполнительного комитета Курской областной совета депутатов трудящихся. В феврале 1948 — июне 1955 года — заведующий отдела местной промышленности исполнительного комитета Курской областной совета депутатов трудящихся. В июне 1955 — июне 1957 года — управляющий Курского областного Хлеботреста. В 1956 году окончил заочно Высшую партийную школу при ЦК КПСС в Москве.
В июне 1957 — июле 1983 года — на пенсии в городе Курске. В июле 1983 — августе 1986 года — на содержании в доме ветеранов партии в поселке Переделкино Московской области.

## Звание
- майор
- подполковник

## Награды
- орден Красной Звезды (1944)
- орден Отечественной войны I степени (1945, 6.11.1985)
- медали